# Kołaki (przystanek kolejowy)
Kołaki – nieczynny przystanek osobowy w Czachach-Kołakach na linii kolejowej nr 36, w województwie podlaskim, w Polsce.
W okolicach przystanku (km 51,880 linii) znajduje się przejazd kolejowo-drogowy kategorii B w ciągu drogi serwisowej. Dawniej był to przejazd kat. A na drodze krajowej nr 8, którego strażnica znajdowała się w budynku dworca (rozebranego w 2013 roku). W związku z rozbudową drogi do parametrów drogi ekspresowej zbudowano wiadukt drogowy, dokonano remontu torów na odcinku kilkudziesięciu metrów, ułożono nowe płyty (małogabarytowe), zamontowano rogatki i sygnalizację. Ustawiono również tarcze ostrzegawcze przejazdowe. Ponadto przystanek znalazł się na liście podstawowej obiektów przewidzianych do przebudowy w ramach Rządowego Programu budowy lub modernizacji przystanków kolejowych na lata 2021-2025.